# Baume-les-Messieurs
Baume-les-Messieurs é uma comuna francesa na região administrativa da Borgonha-Franco-Condado, no departamento de Jura. Estende-se por uma área de 13.09 km². Em 2010 a comuna tinha 167 habitantes (densidade: 12,8 hab./km²).